# Siphanta acuta
Genre
Synonymes
- Cromna elegans (Costa, 1864)
- Phalainesthes schauinslandi (Kirkaldy, 1899)
- Poeciloptera acuta (Walker, 1851)
- Poeciloptera cupido (Walker, 1851)
- Poeciloptera hebes (Walker, 1851)
- Siphanta cupido (Walker, 1851)
- Siphanta elegans (Costa, 1864)
- Siphanta schauinslandi (Kirkaldy, 1899)

Siphanta acuta est une espèce d'insectes de l'ordre des Hémiptères, du sous-ordre des Auchenorrhyncha, de la famille des Flatidae, de la sous-famille des Flatinae, de la tribu des Flatini et de la sous-tribu des Siphantina. Elle est trouvée dans diverses parties du monde.
Les ailes sont triangulaires et de couleur verte. Elles sont bordées de points rouges. L'insecte, posé sur une branche, ressemble à une feuille.